# Scared to Be Lonely
Singles par Martin Garrix
Make Up Your Mind
(2016) Byte
(2017)
Singles par Dua Lipa
No Lie
(2016) Lost in Your Light
(2017)
Scared To Be Lonely est une chanson du producteur et DJ néerlandais Martin Garrix. Le titre est sorti le 27 janvier 2017 en téléchargement numérique sur iTunes. La chanson est écrite par Dua Lipa et Martin Garrix. Le titre est disque de platine aux États-Unis, soit plus d'un million d'exemplaires vendus.

## Liste du format et édition
| 1. | Scared To Be Lonely (avec Dua Lipa) | 3:40 |

| 1. | Scared To Be Lonely (Brooks Remix)       | 3:22 |
| 2. | Scared To Be Lonely (DubVision Remix)    | 3:11 |
| 3. | Scared To Be Lonely (Zonderling Remix)   | 3:55 |
| 4. | Scared To Be Lonely (Alpharock Remix)    | 3:55 |
| 5. | Scared To Be Lonely (Fuckin Matt Remix)  | 3:38 |
| 6. | Scared To Be Lonely (Julien Earle Remix) | 5:20 |

| 1. | Scared To Be Lonely (Gigamesh Remix)    | 3:49 |
| 2. | Scared To Be Lonely (Medasin Remix)     | 3:32 |
| 3. | Scared To Be Lonely (Loud Luxury Remix) | 3:27 |
| 4. | Scared To Be Lonely (Conro Remix)       | 3:22 |
| 5. | Scared To Be Lonely (Loopers Remix)     | 4:11 |
| 6. | Scared To Be Lonely (Joe Mason Remix)   | 3:27 |

| 1. | Scared To Be Lonely (Acoustic Version) | 4:17 |

## Classements et certifications

### Classements hebdomadaires
| Classement (2017)                       | Meilleure position |
| --------------------------------------- | ------------------ |
| Allemagne (Media Control AG)            | 9                  |
| Australie (ARIA)                        | 14                 |
| Autriche (Ö3 Austria Top 40)            | 10                 |
| Belgique (Flandre Ultratop 50 Singles)  | 10                 |
| Belgique (Wallonie Ultratop 50 Singles) | 26                 |
| Canada (Hot 100)                        | 32                 |
| Danemark (Tracklisten)                  | 8                  |
| Écosse (OCC)                            | 10                 |
| Espagne (PROMUSICAE)                    | 21                 |
| États-Unis (Hot 100)                    | 14                 |
| Finlande (Suomen virallinen lista)      | 5                  |
| France (SNEP)                           | 32                 |
| Norvège (VG-lista)                      | 2                  |
| Nouvelle-Zélande (RMNZ)                 | 8                  |
| Pays-Bas (Nederlandse Top 40)           | 2                  |
| Pays-Bas (Single Top 100)               | 3                  |
| Pays-Bas (Dance Top 30)                 | 1                  |
| Portugal (AFP)                          | 9                  |
| Royaume-Uni (UK Singles Chart)          | 14                 |
| Royaume-Uni (UK Dance Chart)            | 2                  |
| Slovaquie (IFPI Rádio)                  | 22                 |
| Slovaquie (IFPI Singles Digitál)        | 5                  |
| Suède (Sverigetopplistan)               | 3                  |
| Suisse (Schweizer Hitparade)            | 10                 |
| Tchéquie (IFPI Rádio)                   | 16                 |
| Tchéquie (IFPI Singles Digitál)         | 5                  |

### Certifications
| Pays              | Certification |
| ----------------- | ------------- |
| Allemagne (BVMI)  | 3 × Or        |
| Australie (ARIA)  | 3 × Platine   |
| Belgique (BEA)    | Platine       |
| Brésil (PMB)      | Diamant       |
| Canada (MC)       | 2 × Platine   |
| États-Unis (RIAA) | 2 × Platine   |
| France (SNEP)     | Diamant       |
| Italie (FIMI)     | 2 × Platine   |
| Pays-Bas (NVPI)   | 3 × Platine   |
| Pologne (ZPAV)    | 3 × Platine   |
| Royaume-Uni (BPI) | 2 × Platine   |
| Suède (GLF)       | 4 × Platine   |
| Suisse (IFPI)     | Or            |